# 有馬氏恕
有馬 氏恕（ありま うじよし）は、江戸時代中期から後期の大名。伊勢西条藩の第5代藩主で、陣屋を移転して上総五井藩の初代藩主となった。氏倫系有馬家5代。

## 生涯
信濃飯田藩主・堀親長の次男として生まれる。
安永2年（1773年）閏3月、堀家の縁戚である伊勢西条藩有馬家で、第4代藩主の有馬氏房が嗣子なくして早世したため、その末期養子となる。同年5月14日に正式に遺領継承が認められ、13歳で西条藩主となった。安永4年（1775年）4月28日、徳川家治に初謁する。安永8年（1779年）12月16日、従五位下兵庫頭に叙せられる。
天明元年（1781年）11月28日、陣屋を上総国市原郡五井に移したため、以後は五井藩主となる。伊勢の所領は代官の棚瀬氏が管理している。天明2年（1782年）2月15日には、初めて領国に入るための暇を得ている（参勤交代）。
天明3年（1783年）9月26日、23歳で死去した。本家に当たる久留米藩主・有馬頼貴の養女（石野範至の娘）との婚約があったが、氏恕が没したため婚姻は実現しなかった。
当時奏者番であった越後長岡藩主・牧野忠精の弟の忠義（有馬氏保）が末期養子として入り、跡を継いだ。

## 系譜
父母
- 堀親長（実父）
- 石川氏 - 側室（実母）
- 有馬氏房（養父）

婚約者
- 有馬頼貴の養女、石野範至の娘

養子
- 有馬氏保 - 牧野忠寛の次男